# Птицемлечник Воронова
Птицемлечник Воронова (лат. Ornithogalum woronowii) — вид травянистых растений рода Птицемлечник (Ornithogalum) семейства Спаржевые (Asparagaceae), произрастающий в лесах, на полях Крыма и запада Кавказа.
Вид назван в честь российского и советского ботаника Юрия Николаевича Воронова.

## Ботаническое описание
Многолетнее травянистое растение. Луковица яйцевидная, небольшая. Листья линейные, 4—7 мм шириной, 20—25 см длиной, снизу с узкой белой полоской посередине, короче и несколько длиннее соцветия.
Соцветие обычно немногоцветковое (4—8, реже до 12) в виде рыхлого щитка. Нижние цветоножки при основании дуговидно изогнутые, направлены вверх, вначале равны, после превышают значительно верхние цветки, достигая до 10 см длиной. Прицветники узколанцетные, 1—4 см длиной. Листочки околоцветника продолговато-обратнояйцевидные или яйцевидно-ланцетовидные, на вершине с мягким остроконечием, 12—15 мм длиной, по спинке с широкой зелёной полоской. Нити тычинок несколько длиннее половины околоцветника. Коробочка яйцевидная, 6—7 мм длиной, с узкими крылатыми рёбрами, сближенными попарно, наверху углублённая, вследствие выступающих ребер. Цветение в апреле—июне.